# Alice-Mary Higgins
Alice-Mary Higgins (ur. 17 czerwca 1975 w Galway) – irlandzka polityk, senator.

## Życiorys
Urodziła się w Galway jako najstarsze z dzieci polityka Michaela D. Higginsa (późniejszego prezydenta Irlandii) i jego żony Sabiny Coyne. W 1996 ukończyła anglistykę i filozofię na University College Dublin. Została też absolwentką teatrologii i kulturoznawstwa w Trinity College w Dublinie. Magisterium z socjologii uzyskała w nowojorskiej The New School.
Była zatrudniona w National Women's Council of Ireland, irlandzkiej organizacji reprezentującej kobiety. Pracowała też w innych organizacjach pozarządowych, zajmując się prowadzeniem kampanii i projektów. Weszła w skład zarządu organizacji parasolowej European Women's Lobby.
W 2016 jako kandydatka niezależna została jednym z trzech członków Seanad Éireann wybieranych przez panel uniwersytecki NUI. W wyższej izbie irlandzkiego parlamentu objęła funkcję przewodniczącej Civil Engagement Group, frakcji skupiającej niezależnych senatorów. Senacką reelekcję na kolejne kadencje uzyskiwała w 2020 i 2025.